# Marco González Heredia
Marco González (Punta Arenas, Provincia de Magallanes, Chile, 26 de mayo de 1986), exfutbolista chileno. Jugaba de delantero y se formó futbolísticamente en  Universidad Católica de la primera división de Chile.

## Trayectoria
En el año 2002 se integra a las divisiones menores de Universidad Católica, donde cumple destacadas actuaciones, lo que le permite subir el año 2006 al primer equipo.
El 18 de febrero del 2006 debuta contra Coquimbo Unido, hasta el momento no ha logrado consolidarse en el ataque cruzado, y espera recibir una oportunidad para demostrar todo su talento.
La temporada 2008 integró el plantel de Ovalle de la Tercera División del fútbol chileno, siendo uno de los máximos anotadores de la división con 15 goles.
En la temporada 2009 jugó para Universidad Católica su última temporada, retirándose muy joven debido a su poca continuidad.

## Clubes
| Club                 | País  | Año       |
| -------------------- | ----- | --------- |
| Universidad Católica | Chile | 2006-2007 |
| Deportes Ovalle      | Chile | 2008      |
| Universidad Católica | Chile | 2009      |